# Unterseeboot 390
Le Unterseeboot 390 (ou U-390) est un sous-marin allemand (U-Boot) de type VII.C utilisé par la Kriegsmarine (marine de guerre allemande) pendant la Seconde Guerre mondiale.

## Construction
L'U-390 est un sous-marin océanique de type VII C. Construit dans les chantiers de Howaldtswerke AG à Kiel, la quille du U-390 est posée le 6 décembre 1941 et il est lancé le 23 janvier 1943. L'U-390 entre en service un mois et demi plus tard.

## Historique
Mis en service le 13 mars 1943, l'Unterseeboot 390 reçoit sa formation de base sous les ordres de l'Oberleutnant zur See Heinz Geissler à Kiel dans la 5. Unterseebootsflottille jusqu'au 30 novembre 1943, puis l'U-390 intègre sa formation de combat dans la 7. Unterseebootsflottille à la base sous-marine de Saint-Nazaire.
L'U-390 totalise trois patrouilles de guerre, toutes sous les ordres de l'Oberleutnant zur See Heinz Geissler dans lesquelles il a coulé un navire de guerre auxiliaire ennemi de 575 tonneaux et endommagé un navire marchand ennemi de 7 934 tonneaux au cours de ses 86 jours en mer.
Pour sa première patrouille, l'U-390 quitte le port de Kiel le 2 décembre 1943 et arrive à Bergen en Norvège cinq jours plus tard le 5 décembre 1943. Puis le 7 décembre 1943, il appareille pour une mission de surveillance des eaux de l'Atlantique Nord en passant par le nord de l'Écosse pour rejoindre Saint-Nazaire le 13 février 1944, 69 jours après avoir quitté Bergen.
Pour sa deuxième patrouille, il quitte Saint-Nazaire le 21 juin 1944 pour se présenter quatre jours plus tard à la base sous-marine de Brest.
Sa troisième patrouille commence le 27 juin 1944 en appareillant de la base sous-marine de Brest. Après neuf jours en mer, le 5 juillet 1944, l'U-390 attaque le convoi EBC-30 en baie de Seine dans la Manche, coule le chalutier anti-sous-marin britannique HMS Ganilly (T 367) et endommage le navire marchand américain Sea Porpoise à environ dix milles marins (19 kilomètres) de la plage d'Utah Beach. L'U-Boot est pris en chasse et à 1 heure, l'U-390 est coulé à la position géographique de 49° 52′ N, 0° 48′ O, par des charges de mortier ("Hérisson") du destroyer britannique HMS Wanderer  et de la frégate britannique HMS Tavy
L'attaque provoque la mort de 48 membres d'équipage ; il y a un survivant, repêché par le HMS Wanderer.

## Affectations successives
- 5. Unterseebootsflottille à Kiel du 13 mars au 30 novembre 1943 (entrainement)
- 7. Unterseebootsflottille à Saint-Nazaire du 1er décembre 1943 au 7 juillet 1944 (service actif)

## Commandement
- Oberleutnant zur See Heinz Geissler du 13 mars 1943 à 5 juillet 1944

## Patrouilles
|       | Commandant           | Départ          | Départ        | Arrivée         | Arrivée       | Jours    | Succès |
| ----- | -------------------- | --------------- | ------------- | --------------- | ------------- | -------- | ------ |
| 1     | Oblt. Heinz Geissler | 2 décembre 1943 | Kiel          | 5 décembre 1943 | Bergen        | 4 jours  |        |
| →     | Oblt. Heinz Geissler | 7 décembre 1943 | Bergen        | 13 février 1944 | Saint-Nazaire | 69 jours |        |
| 2     | Oblt. Heinz Geissler | 21 juin 1944    | Saint-Nazaire | 24 juin 1944    | Brest         | 4 jours  |        |
| 3     | Oblt. Heinz Geissler | 27 juin 1944    | Brest         | 5 juillet 1944  | Coulé         | 9 jours  | 545    |
| Total | Total                | Total           | Total         | Total           | Total         | 86 jours | 545 t  |

Note : Oblt. = Oberleutnant zur See  

### Opérations Wolfpack
L'U-390 a opéré avec les Wolfpacks (meute de loups) durant sa carrière opérationnelle.
1. Coronel 2 (15 décembre 1943 - 17 décembre 1943)
2. Rügen 3 (23 décembre 1943 - 7 janvier 1944)
3. Rügen (7 janvier 1944 - 26 janvier 1944)
4. Stürmer (26 janvier 1944 - 3 février 1944)

## Navires coulés
L'Unterseeboot 390 a coulé un navire de guerre auxiliaire ennemi de 545 tonneaux et endommagé un navire marchand ennemi de 7 934 tonneaux au cours des trois patrouilles (86 jours en mer) qu'il effectua.
| Date           | Nom          | Nationalité   | Tonnage (GRT) | Convoi | Fait      |
| -------------- | ------------ | ------------- | ------------- | ------ | --------- |
| 5 juillet 1944 | HMT Ganilly  | Royal Navy    | 545           | EBC-30 | Coulé     |
| 5 juillet 1944 | Sea Porpoise | United States | 7 934         | EBC-30 | Endommagé |

### Source et bibliographie
- (en) Cet article est partiellement ou en totalité issu de l’article de Wikipédia en anglais intitulé « German submarine U-390 » (voir la liste des auteurs).
- Chris Bishop, historien militaire (trad. de l'anglais par Christian Muguet), Les sous-marins de la Kriegsmarine : 1939-1945 : le guide d'identification des sous-marins [« The spellmount submarine identification guide : Kriegsmarine U-boats 1939-1945 »], Paris, Éd. de Lodi, 2008, 192 p. (ISBN 978-2-84690-327-1, OCLC 470721805, BNF 41298980)